# Sergio Rénan
Samuel Kohan, conhecido artisticamente por Sergio Renan (Buenos Aires, 30 de janeiro de 1933 — Buenos Aires, 13 de junho de 2015), foi um ator, diretor teatral, roteirista e cineasta argentino. Foi o diretor de La tregua, primeiro filme argentina que disputou a final do Oscar de Melhor filme estrangeiro, em 1974.
Iniciou a carreira atuando em filmes do início da década de 1950, como Pasó en mi barrio. Após inúmeros trabalhos como ator cinematográfico e teatral, passou a escrever roteiro e a dirigir filmes, sendo que o seu primeiro trabalho nestas duas novas carreiras foi o filme La tregua, que foi selecionado para concorrer ao Óscar. Também no início da década de 1970, começou a dirigir peças de teatro. 